# Wikivoyage
A Wikivoyage a Wikimédia Alapítvány ingyenes internetes útikönyve. A neve a Wiki és a francia voyage (magyarul: utazás) szóból áll. Az új wikiprojekt 2013. január 15-én, a Wikipédia alapításának 12. évfordulója évében, napra a születésnapján startolt. 24 nyelven érhető el: angolul, németül, hollandul,  oroszul, svédül, olaszul, portugálul, franciául, spanyolul, kínaiul, finnül, görögül, héberül, perzsául, lengyelül, románul, ukránul, vietnámiul, törökül, japánul, hindiül, pastuul, bengáliul és eszperantóul.

## Előzmények

A Wikivoyage korábbi logója

A Wikivoyage kezdeti változata 2006. szeptember 30-án nyílt meg, amikor az olasz és német Wikitravel úgy döntött, hogy a szerkesztéseket és a tartalmat átmozgatják egy új helyszínre. Élesben 2006. december 10-én indult el a honlap, amely szolgáltatója akkor még a német Wikivoyage e.V. volt.